# جائزة بريطانيا الكبرى للدراجات النارية 1992
جائزة بريطانيا الكبرى للدراجات النارية 1992 هو سباق دراجات نارية أقيم بتاريخ 2 أغسطس 1992 في دونينجتون بارك. كان الجولة الحادية عشر من أصل 13 في سباق الجائزة الكبرى للدراجات النارية موسم 1992. فاز الأسترالي واين غاردنر بفئة 500 سي سي بينما جاء الأمريكي وين ريني في المركز الثاني وحصل على المركز الثالث الإسباني خوان جاريجا.

## وصلات خارجية
- الموقع الرسمي